# Mahatthai

Siegel des Mahatthai/Innenministeriums

Mahatthai (Thai: กระทรวงมหาดไทย, Krasuang Mahatthai, [kraˌsuaŋ ma.hàːtˈtʰaj ], heute: Innenministerium) ist seit der Mitte des 15. Jahrhunderts eines der Hauptministerien der siamesischen (heute: thailändischen) Regierung. Zunächst war es hauptsächlich für die zivile Verwaltung zuständig, während das Kalahom für den militärischen Bereich zuständig war. Im 18. und 19. Jahrhundert hatte das Mahatthai dann die Verantwortung für die nördlichen, das Kalahom dagegen für die südlichen Provinzen. Seit der Verwaltungsreform 1894 ist das Mahatthai das Innenministerium Thailands.

## Mahatthai vor 1894
Als König Borommaracha II. im Jahr 1431 Angkor Thom erobert hatte, konnte er viele Spezialisten der Khmer als Kriegsgefangene nach Ayutthaya entführen. Sie waren meist ausgebildete Staatsmänner, die dem späteren Nachfolger des Königs zur Seite standen, als dieser sein neues System einer zentralen und differenzierten Verwaltung nach dem Vorbild der Khmer entwickelte.
König Borommatrailokanat schließlich reorganisierte die Regierung Siams nach diesem System von Grund auf. Er teilte die Verwaltung in zwei große Bereiche ein, einen militärischen Bereich unter der Leitung eines Premierministers, dem Minister des Kalahom (กระทรวงกลาโหม) sowie einen zivilen Bereich unter dem Premierminister des Mahatthai. Jeder Bereich wurde in zahlreiche weitere Abteilungen unterteilt, in Sektionen und Untersektionen, jede mit ganz speziellen Pflichten. Der zivile Bereich des Mahatthai wurde zum Beispiel eingeteilt in das Hauptstadt-Ministerium, das Palast-, Landwirtschafts- und das Schatz-Ministerium. Jedes dieser Ministerien wurde weiter unterteilt in sogenannte Krom (กรม), wobei es separate Khroms zum Beispiel für den Außenhandel und die Außenpolitik gab, die beide dem Schatzminister untergeordnet waren.
Der Leiter des Mahatthai, welches zunächst als „Ministerium für zivile Angelegenheiten“ übersetzt werden konnte, trug den Titel des Chaophraya Chakri. Er war der Präsident der königlichen Ratsversammlung und folglich mit einem Sakdina von 10.000 der Adelige mit dem höchsten Rang im Land. Er durfte, ebenso wie der König und sein Uparat, sein persönliches Siegel unter offizielle Dokumente setzen. Es zeigte ein asiatisches Fabeltier namens Rajasiha (ราชสีห์, Ratchasi; „König der Löwen“).
Der Chaophraya Chakri war verantwortlich für die Provinz-Städte nördlich der Hauptstadt, sein Ministerium wurde daher auch das „Nördliche Ministerium“ genannt. Bei Ratsversammlungen war jedem Minister ein spezieller Platz in der Audienzhalle zugeordnet. Diejenigen mit dem höchsten Sakdina befanden sich etwa 20 Schritte vor dem Fenster, in dem der König bei Audienzen erschien, weiter nach hinten diejenigen mit niedrigerem Sakdi Na. Rechts vom Thron befanden sich die Beamten des Militärs, des Kalahom-Ministeriums, links die der Zivilverwaltung, des Mahatthai. So wurde das Mahatthai manchmal auch als das „Ministerium der linken Seite“ bezeichnet.

## Innenministerium seit 1894

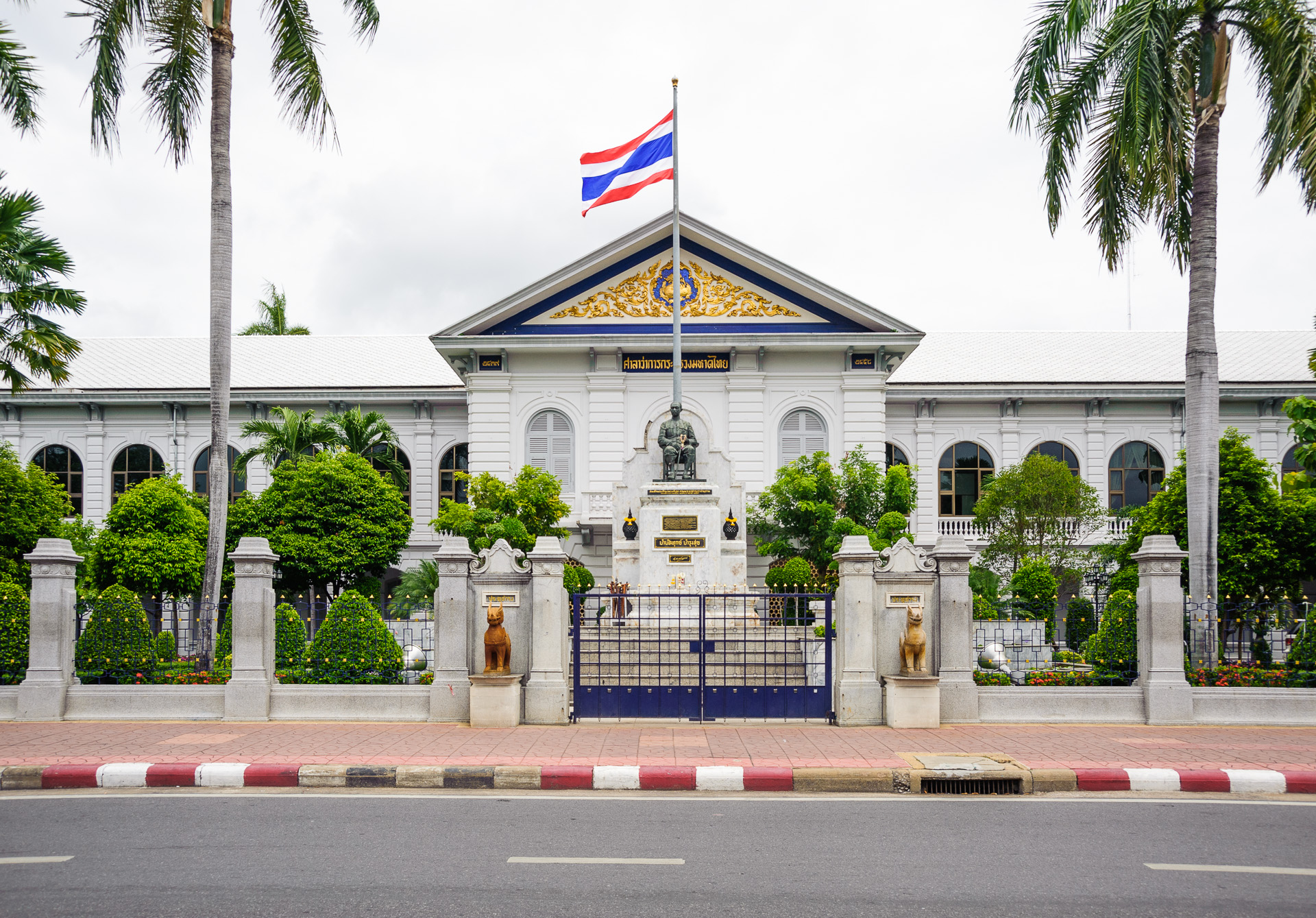
Gebäude des Innenministeriums in Bangkok, davor eine Statue von Prinz Damrong Rajanubhab

Infolge der Siamkrise mit dem Pak-Nam-Zwischenfall 1893 und der erzwungenen Abtretung von Laos und Teilen Kambodschas an Frankreich, beschleunigte König Rama V. (Chulalongkorn) seine Modernisierungspolitik und unterzog die Verwaltung des Landes einer umfassenden Reform. Dabei wurde 1894 aus dem traditionellen Mahatthai, das seit 1892 von Chulalongkorns Halbbruder, Prinz Damrong Rajanubhab, geführt wurde, ein modernes Innenministerium nach europäischem Vorbild. Ihm wurde die zivile Verwaltung aller Provinzen unterstellt.
Zugleich wurde die Verwaltung des Landes gestrafft und zentralisiert. Aus teilweise autonomen Müang, die von lokalen Herrschern regiert wurden, wurden Provinzen (Changwat) und große Kreise (Monthon) gebildet. Diese wurden von Bevollmächtigten des Innenministeriums beaufsichtigt.
Der Sitz des Innenministeriums ist in einem repräsentativen Bau in der Atsadang-Straße im zentralen Bangkoker Bezirk Phra Nakhon. Es befindet sich neben dem Wat Ratchabophit, schräg gegenüber dem Verteidigungsministerium (Kalahom), unweit des Großen Palasts und des Sanam Luang.
Nachgeordnete Behörden des Innenministeriums sind die Ämter für Provinzverwaltung, für Lokalverwaltung, für Gemeindeentwicklung, für Katastrophenschutz, für öffentliche Bauarbeiten und für Ländereien. Ihm sind außerdem die Staatsbetriebe für Elektrizitäts- und Wasserversorgung sowie die Marktverwaltung unterstellt.